# Erdei angyalgyökér
Az erdei angyalgyökér (Angelica sylvestris) a zellerfélék (Apiaceae) családjába tartozó angyalgyökér (Angelica) növénynemzetség egyik faja, korábban gyógy- és zöldségnövényként is használták.

## Megjelenése
Általában 1–1,5 méter magas, lágy szárú növény, de akár 2,5 m magasra is megnő. Üreges szára kívül lilás színű, kopasz, enyhén barázdált, csíkos. Levelei szintén kopaszak, sötétzöldek, az alsók kétszeresen, a felsők egyszeresen szárnyaltak, levélnyeleik hengeresek, öblösek s felfúvódott, hüvelyszerű levélalappal csatlakoznak a szárhoz. Virágai aprók, fehér vagy pirosas színűek, összetett ernyővirágzatot alkotnak. A növény július elejétől szeptember végéig virágzik. A termések szárnyas ikerkaszatok, szárnyaik ugyanolyan szélesek, mint amilyen szélesek a kaszattermések szárny nélkül.

## Élőhelye
Európában a Brit-szigeteket is beleértve, Ny-Ázsiában és Szibériában honos.
Réteken, magaskórósokban, ligetekben, mocsarakban, lápokban egyaránt előfordul. Erdőségekben, tarkán napfényfoltos, félárnyékos erdőszéleken és ritkán még teljesen árnyékos területeken is fellelhető. Laza (homokos), félig kötött (vályogos), valamint kötött (agyagos) talajokon is megél, s éppúgy elterjedt savanyú, mint semleges vagy bázikus kémhatású talajokon. Megtelepedik a zárt lombkoronájú erdők árnyékos belsejében, a félárnyékos nyílt lombkoronájú erdőkben és napos helyeken is. Mind nedvesebb, mind szárazabb környezetben megél, de számára a nedves lejtő a legoptimálisabb élettér. Félkultúr (legelők) és kultúr életközösségek, valamint folyópartok egyik gyorsan terjedő növénye.

## Ökológia
Napjainkban invazív gyomként tartják számon a kanadai Új-Brunswick tartományban és a Breton-foki-szigeten, Új-Skóciában. Az új-brunswicki inváziós fajokkal foglalkozó New Brunswick Invasive Species Council szerint ha nem kontrollálják a faj terjedését, akkor egész Kanadában elterjedhet, kiszorítva ezzel más vegetációkat. 
Ugyanis ez a növény önbeporzó, és több ezer magot is képes egy megérlelni.

## Fitokémiája
Illóolajokat, keserű- és cserzőanyagokat, szerves savakat tartalmaz. Illóolajai fényelnyelő hatásúak, alkalmasak a fényérzékenység kezelésére.

## Felhasználása
Egészen a 20. századig zöldségként hasznosították. A könnyen eltartható növény segít megelőzni a skorbutot. Szárát frissen fogyasztották, leveleit megpárolva tartósították, s később tejjel főzve ízletes ételt készítettek belőle. Ínséges időkben az erdei angyalgyökér fontos táplálékforrás volt. A növényt szövetfestésre is alkalmazták.
Gyökerét a hagyományos osztrák gyógyászatban felhasználták belsőleg tea- vagy tinktúraként az emésztőrendszer, a légzőrendszer, valamint az idegrendszer egyes betegségeinek kezelésében, továbbá a láz csillapításában, valamint fertőzések és az influenza gyógyításában.

## Képek

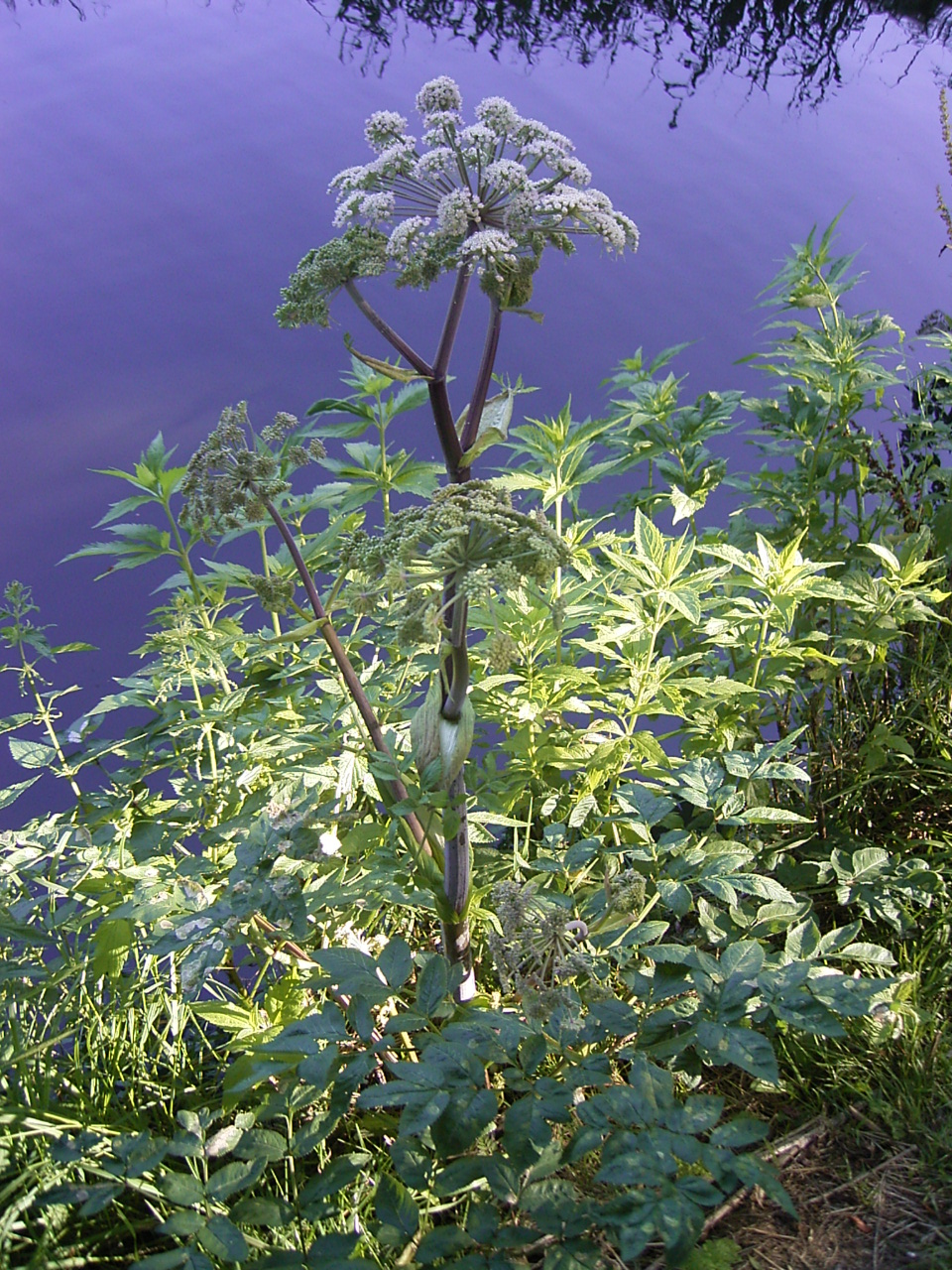
A növény
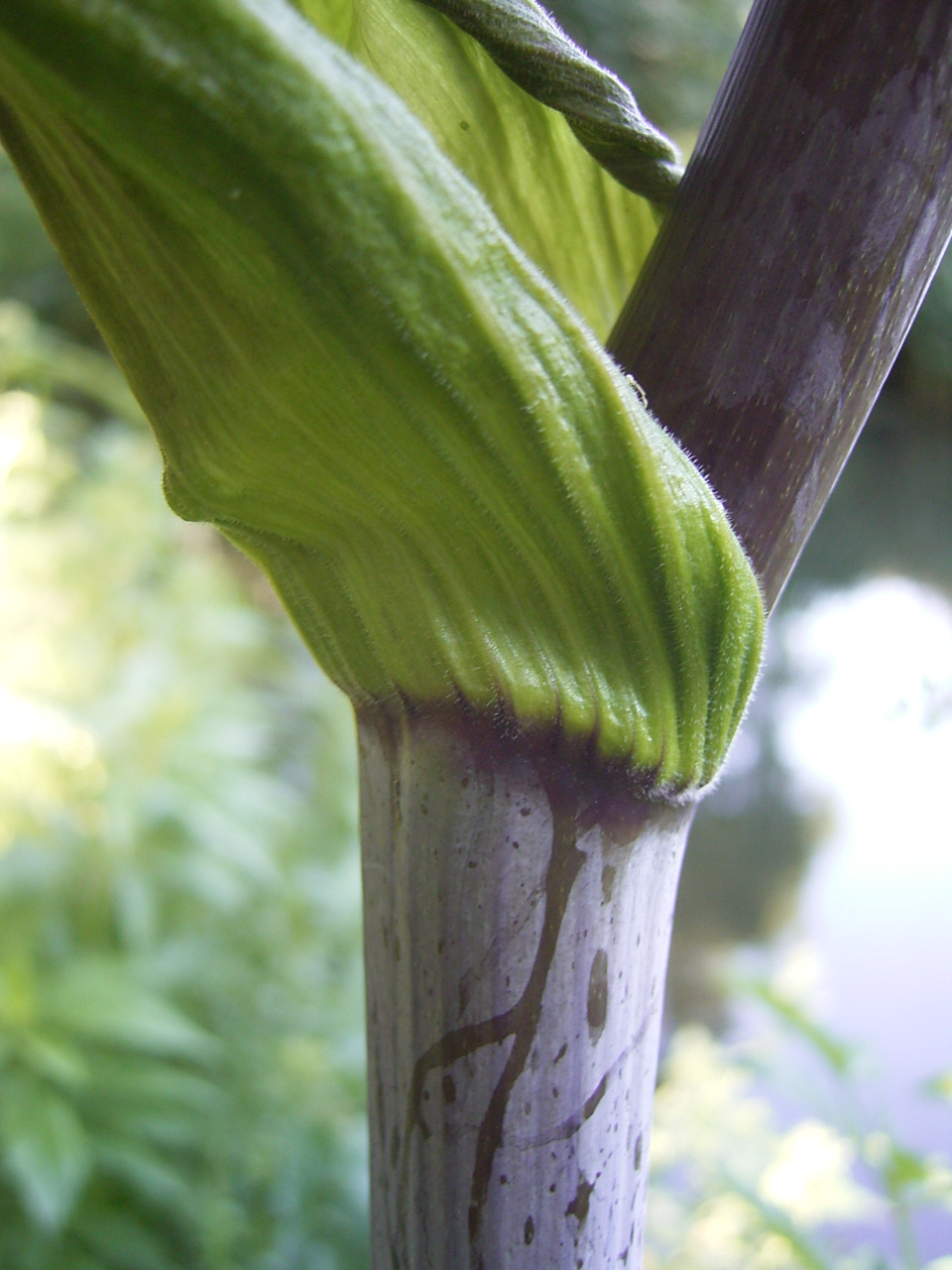
A szára
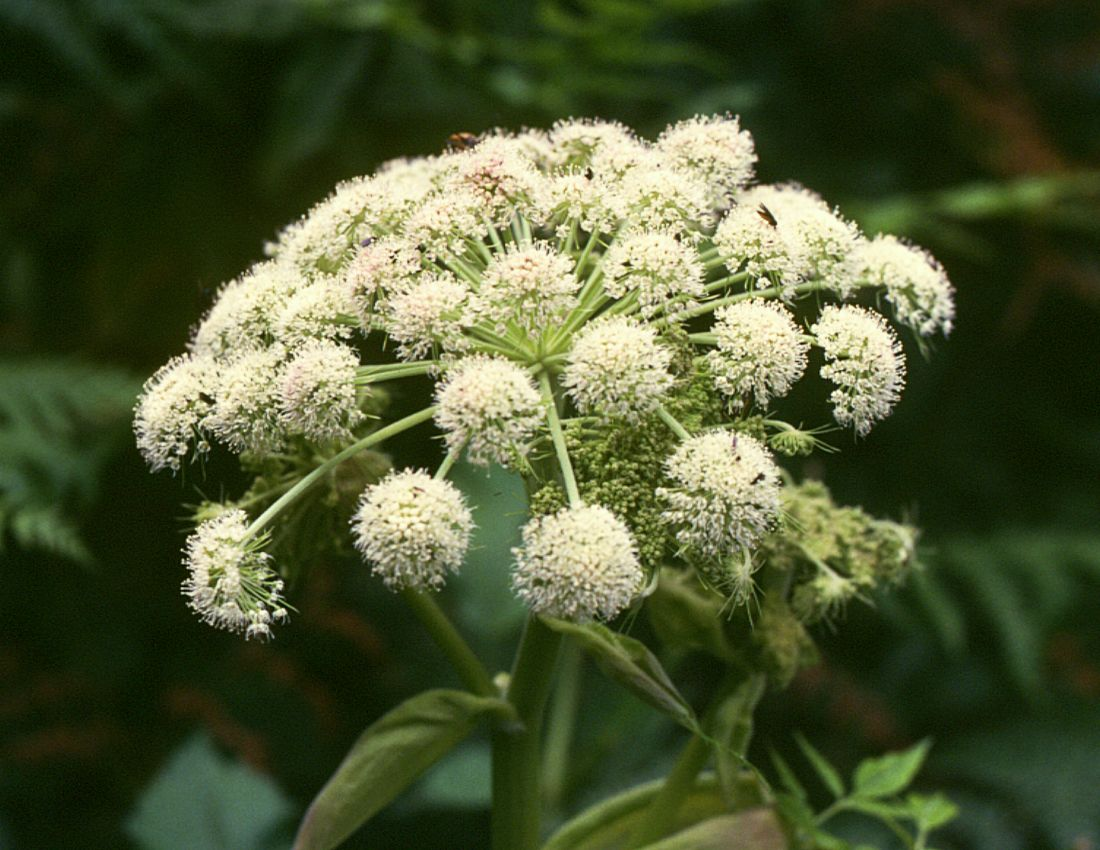
Virágzati ernyő
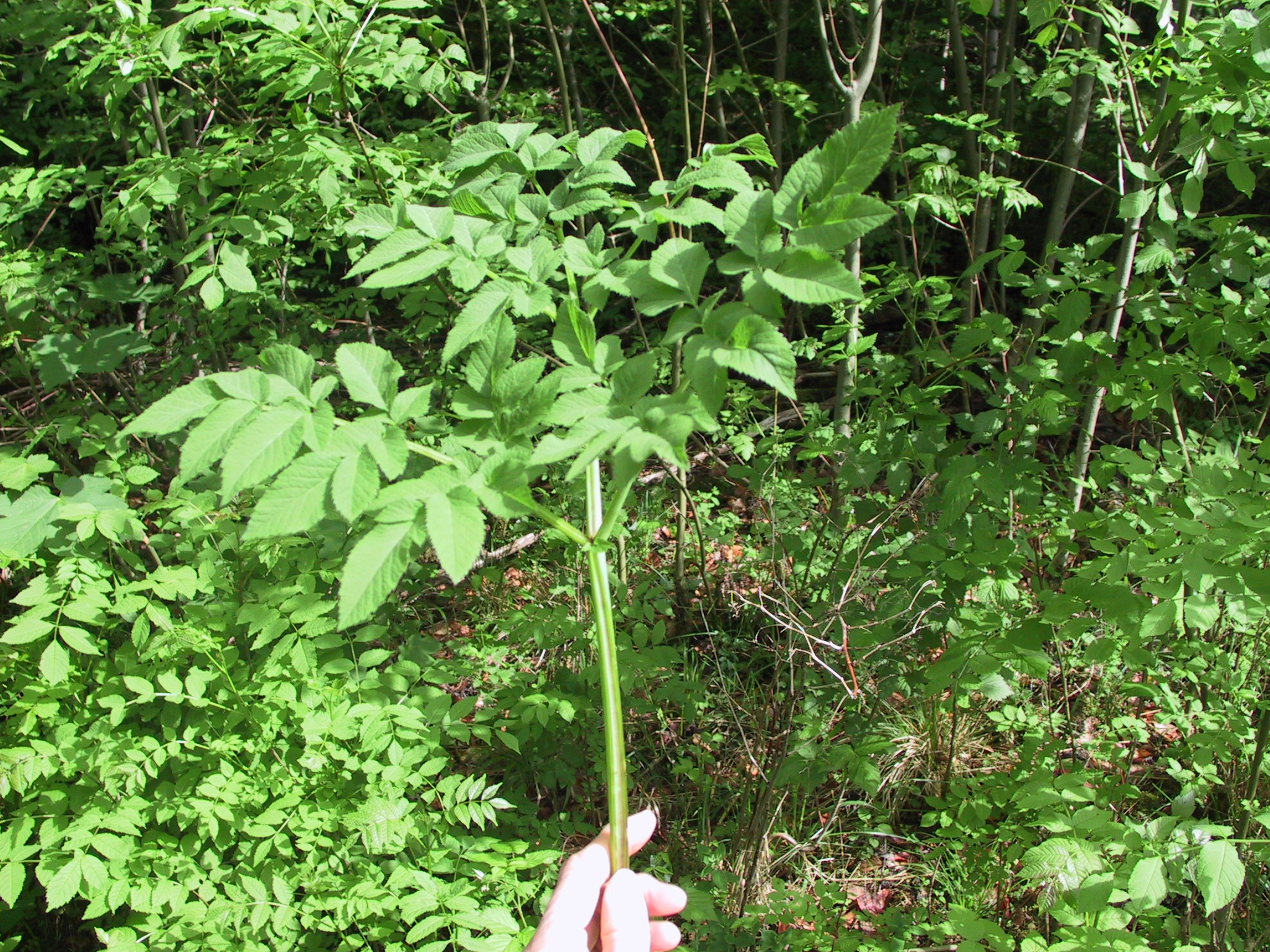
Levelei
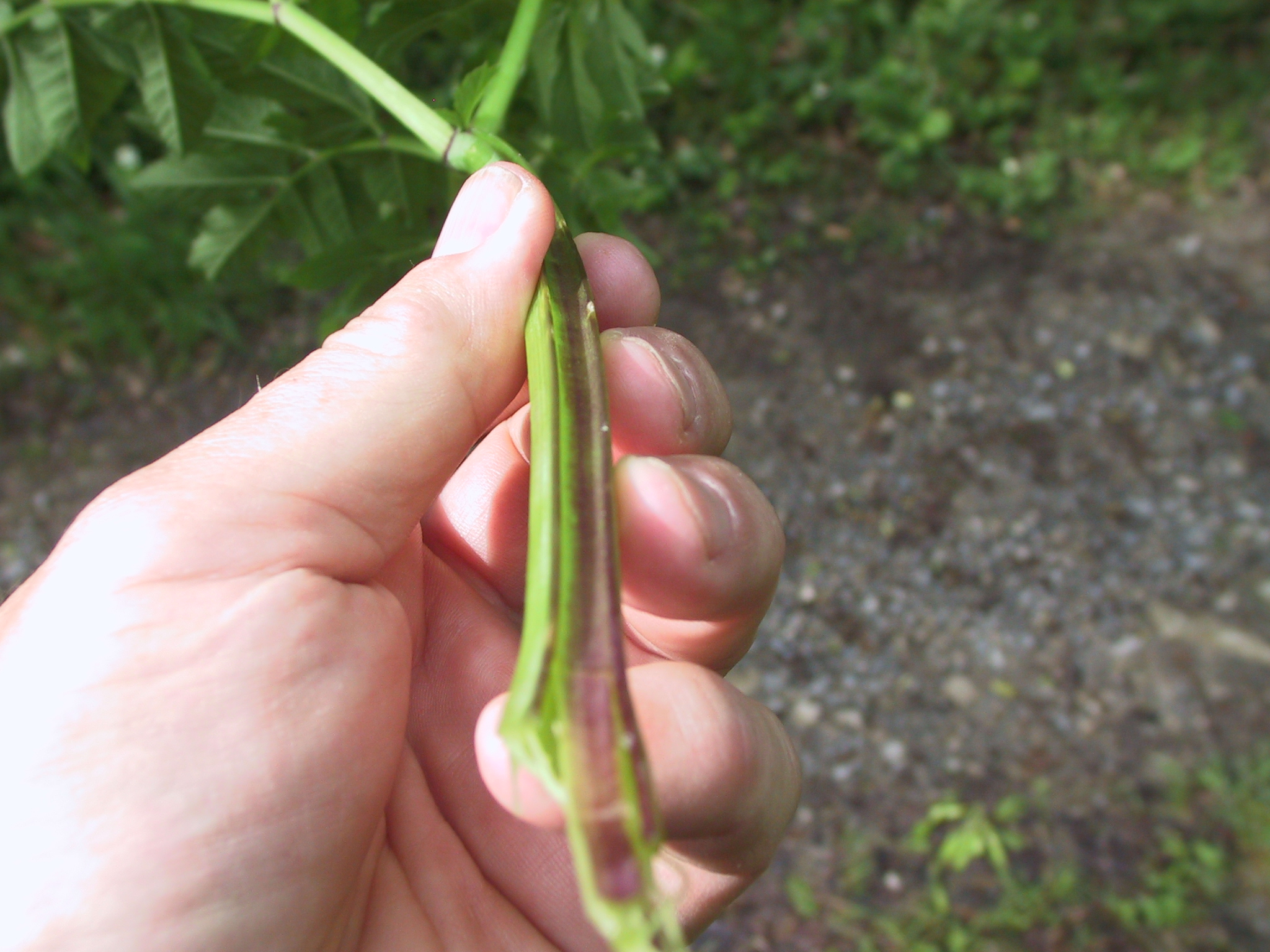
A levélnyél csatornája
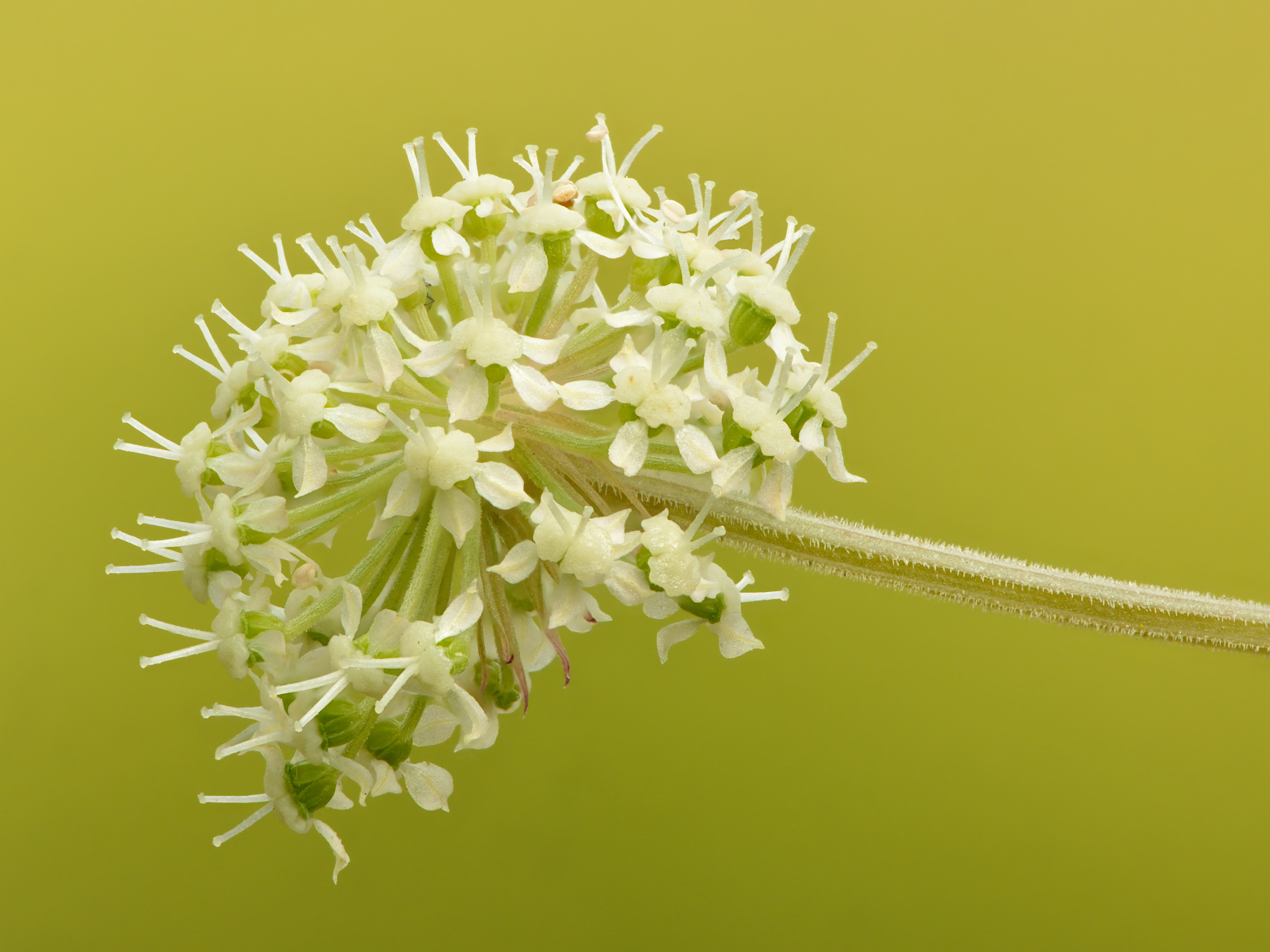
Virágai

## Fordítás
Ez a szócikk részben vagy egészben  az   Angelica sylvestris című angol Wikipédia-szócikk ezen változatának fordításán alapul.  Az eredeti cikk szerkesztőit annak laptörténete sorolja fel. Ez a jelzés csupán a megfogalmazás eredetét és a szerzői jogokat jelzi, nem szolgál a cikkben szereplő információk forrásmegjelöléseként.